# 尚-皮爾·雷波爾
尚-皮爾·路易·雷波爾（法語：Jean-Pierre Louis Rampal，1922年1月7日—2000年5月20日），是20世紀著名的法國長笛演奏家。他被華盛頓郵報評為「重新把長笛由18世紀起變為現今受歡迎獨奏樂器的演奏者」。

## 錄音
自出道而來，雷波爾先後灌錄了超過三百張唱片。種類由最初的78轉密紋唱片、及後至33⅓轉唱片和CD均有。曲種方面，他先後灌錄了莫扎特、貝多芬及韓德爾的全套長笛作品集，而協奏曲方面更橫跨多個世紀，由巴洛克時期至現代音樂作曲家的長笛協奏曲都有收錄。雷波爾逝世後，在法國長笛協會的協助下，2002年發行了一輯CD集，把雷波爾最早期的78轉唱片錄音數碼化後再重新發行。而「雷波爾協會」亦將他一系列於5、60年代時灌錄的唱片錄音重新推出。
另一方面，雷波爾亦對跨界音樂及爵士樂亦相當熱衷，他曾與波士頓普及樂團同台演出，亦多次與爵士樂作曲家兼鋼琴家克勞德‧波林合作演出，並且作電視轉播。

## 榮譽
雷波爾一生獲得過不少的榮譽，單以法國本土，他已分別授與法國榮譽軍團勳章「騎士」（1966年）及「軍官」（1979年）勳位、國家卓越表現勳章（1982年）和法蘭西藝術與文學勳章（1989年）。巴黎市政府亦於1987年頒發「巴黎市大獎章」，另外雷波爾於1994年亦分別獲得由日本所授與的瑞寶章勳銜，以及法國文化協會法美研究院所頒發的「藝術獎杯」。
至於由藝術組織所頒發的獎項，雷波爾早於1954年便憑韋華第的長笛協奏曲獲得由查理斯高樂學院（l'Académie Charles Cros）所頒發的法國唱片大獎（Grand Prix du Disque）；1976年再獲得「榮譽主席大獎」（Grand Prix ad honorem du Président de la République），其他的包括有蒙大拿唱片大獎（Prix Mondial du Disque）、國家傑出演奏家（1964年）、丹麥森寧音樂獎（Leonie Sonning Prize，1978年）、美國國家長笛協會「終生成就獎」（1991年）等，晚年更獲委任為法國長笛協會榮譽會長。

## 外部連結
- 雷波爾協會，一個於2005年於法國成立的組織，負責統整雷波爾生前的資料（法文） （页面存档备份，存于）